# Кмита, Ян Ахаций
Ян Ахаций Кмита (пол. Jan Achacy Kmita; умер около 1628) — польский поэт при короле Сигизмунде III.
Он перевёл «Энеиду» и «Буколики» (Краков, 1591, 1588), и написал: «Zow Dyjanny» (там же, 1588); «Żywoty Królów polskich» (1591); «Spitamegeranomachia» (Краков, 1595) — описание войн Стефана Батория; «Symaryjusz przypowieści Salomonowych skomplikowany» (Краков, 1622); «Morocozmea babińskie». Последнее было перепечатано в «Hist. Lit.» Вишневского.
Кмита участвовал в работе «Бабинской республики».